# جاكوبو ليجوزي
جاكوبو ليجوزي (1547 – 1627) (بالإيطالية: Jacopo Ligozzi)‏ رسام ومصمم ومصور إيطالي. تدخل أعماله ضمن فن عصر النهضة وطراز النهجية.

## حياته
ولد ليجوزي في فيرونا، وهو ابن الفنان جيوفاني إرمانو ليجوزي، وواحد من عائلة كبيرة من الرسامين والحرفيين. بعد قضاء بعض الوقت في بلاط هابسبورغ في فيينا، حيث عرض رسومات من العينات الحيوانية والنباتية، تمت دعوته للمجيء إلى فلورنسا وأصبح أحد فناني البلاط في ميديشي.
في إسبانيا، يضم متحف ديل برادو لوحة كبيرة (Nativity of Mary)، هدية من فرديناندو الأول دي مدتشي إلى خوان دي إيدياكويز، دخلت المتحف في عام 1982 بعد أن أصبحت جزءًا من مجموعة إنفانتي سيبستيان..